# Trachysphyrus agenor
Trachysphyrus agenor är en stekelart som beskrevs av Porter 1967. Trachysphyrus agenor ingår i släktet Trachysphyrus och familjen brokparasitsteklar. Inga underarter finns listade i Catalogue of Life.